# SWOD Mk-7 Pelican
SWOD Mk-7 «Pelican» (англ. Pelican — Пеликан) — самонаводящаяся противокорабельная планирующая бомба с полуактивным радиолокационным наведением. Разработана в рамках программы SWOD ВМФ США во Второй Мировой Войне. Успешно прошла испытания в 1943 году, но на вооружение флота не поступила ввиду потенциальной возможности разработать значительно превосходящую по характеристикам самонаводящуюся бомбу — впоследствии ASM-N-2 Bat.

## Описание
Бомба разрабатывалась с 1942 года, в рамках программы SWOD. Предполагалось, что её основной функцией станет поражение с большой дистанции подводных лодок в надводном положении. Точное бомбометание по сравнительно небольшим подводным лодкам было сложной задачей для океанских патрульных самолетов, и ВМФ США надеялся решить проблему, создав управляемую авиабомбу. Также планировалось использовать бомбу для эффективного поражения надводных кораблей.

## Задействованные структуры
Разработка бомбы велась группой инженеров Главного управления вооружения ВМС США прикомандированных к отделу экспериментальных вооружений флота (англ. Navy Ordnance Experimental Unit) при Национальном бюро стандартов США, совместно с радиационной лабораторией Массачусетского технологического института. Радиоприёмники поставлялись фирмой Zenith Electronics, корпус бомбы и аэродинамические элементы корпорацией Vidal Research, конечная сборка осуществлялась военнослужащими бюро вооружения.

## Варианты
Первоначально предполагалось, что основной боеголовкой бомбы станет 357-фунтовый глубинный заряд, но в итоге бомба разрабатывалась под 1000-фунтовые (450 кг) и 1500-фунтовые (650 кг) снаряды. Более легкая версия обозначалась как «Pelican Mk-II», более тяжелая — «Pelican Mk-III». Патрульный бомбардировщик PV-1P, избранный в качестве носителя, мог нести под крыльями две Mk-II или одну Mk-III в бомболюке.

## Испытания
«Пеликан» был впервые испытан в декабре 1942 года, став первым в мире испытанным самонаводящимся оружием. Конструктивно, бомба представляла собой деревянный планерный фюзеляж, разработанный Бюро Стандартов (Bureau of Standards), под который могли подвешиваться различные виды бомб. В головной части бомбы была смонтирована полуактивная головка самонаведения, принимающая отраженный луч смонтированного на самолете-носителе радара AN/APS-2.
Испытания бомбы проходили успешно, но в 1943 году миниатюризация электроники достигла уровня, позволяющего создать компактную РЛС, размещаемую на самой бомбе, то есть сделать планирующую бомбу полностью активно самонаводящейся. В перспективе появления такого оружия, флот отказался от принятия SWOD Mk 7 на вооружение, мотивировав отказ недостаточным радиусом действия и необходимостью для самолета-носителя подходить близко к цели. Изготовленные бомбы «Pelican» использовались испытаниях, внимание же военных переключилось на ASM-N-2 Bat.

## Органическая система управления
В начале 1942 года, ВМФ США получили предложение от доктора Б. Ф. Скиннера использовать для наведения управляемых бомб специально обученных почтовых голубей.
Согласно представленной разработчиком концепции, голубь должен был быть предварительно обучен узнавать нужный объект на аэрофотографии местности и нажимать клювом на его изображение. Сквозь отверстие в карте, расположенное точно на месте атакуемого объекта, к голубю подавался корм. Таким образом, голубь привыкал узнавать и нажимать клювом на строго определенный объект на фотографии.
Помещенный в головку самонаведения бомбы, голубь видел бы сквозь систему линз местность вокруг, и, заметив объект, узнавать который его учили по карте, тыкал бы в него клювом. Специальный электропроводящий экран, на который проецировалось изображение местности, воспринимал бы движения клюва как команды автопилоту, и передавал их рулевым машинкам. Предполагалось, что голубь, удерживая клюв на цели, будет наводить таким образом бомбу точно в цель.
Несмотря на критическое отношение флота к этому предложению, определенный бюджет был выделен на испытания. Проведенные в 1943 году тесты показали работоспособность концепции, но её главный недостаток — необходимость тщательной предварительной разведки и долгой подготовки голубей к боевому применению — привел к закрытию программы в апреле 1945 года, без каких-либо практических применений.